# 58 (số)
58 (năm mươi tám) là một số tự nhiên ngay sau 57 và ngay trước 59.